# O Homem de Constantinopla (livro)
O Homem de Constantinopla é o título do primeiro romance de uma série de dois sobre Calouste Gulbenkian, do jornalista e escritor português José Rodrigues dos Santos, lançado em 2013 pela Gradiva.

## Enredo
O Império Otomano desmorona-se e a minoria arménia é perseguida. Apanhada na voragem dos acontecimentos, a família Sarkisian refugia-se em Constantinopla. Apesar da tragédia que o rodeia, o pequeno Kaloust deixa-se encantar pela grande capital imperial e é ao atravessar o Bósforo que pela primeira vez formula a pergunta que havia de o perseguir a vida inteira:
 "O que é a beleza?"
 Cruzou-se com a mesma interrogação no rosto níveo da tímida Nunuphar, nos traços coloridos e vigorosos das telas de Rembrandt e na arquitectura complexa do traiçoeiro mundo dos negócios, arrastando-o para uma busca que fez dele o maior coleccionador de arte do seu tempo. Mas Kaloust foi mais longe do que isso. Tornou-se o homem mais rico do planeta.
Inspirado em factos reais, O Homem de Constantinopla reproduz a extraordinária vida do misterioso arménio que mudou o mundo.